# San Cerbone

Ansicht der Kirche aus östlicher Sicht, links im Bild noch ein Teil des Bischofspalastes

San Cerbone ist eine Kirche in der toskanischen Stadt Massa Marittima. Sie ist Kathedrale des Bistums Massa Marittima-Piombino und entstand in ihrer heutigen Form in zwei Bauphasen im 13. und zu Beginn des 14. Jahrhunderts. Bekannt ist sie für ihre Fassade sowie weitere Kunstwerke. Sie steht im Rang einer Basilica minor.

## Lage und Patrozinium
Die Kirche liegt in der Altstadt (Città Vecchia) von Massa Marittima an der zentralen Piazza Garibaldi, schräg gegenüber dem Palazzo del Podestà und weiteren wichtigen Gebäuden. Ihr Patrozinium hat sie vom heiligen Cerbonius, dessen Reliquien in der Krypta der Kathedrale bestattet sind.

## Geschichte und Baugeschichte

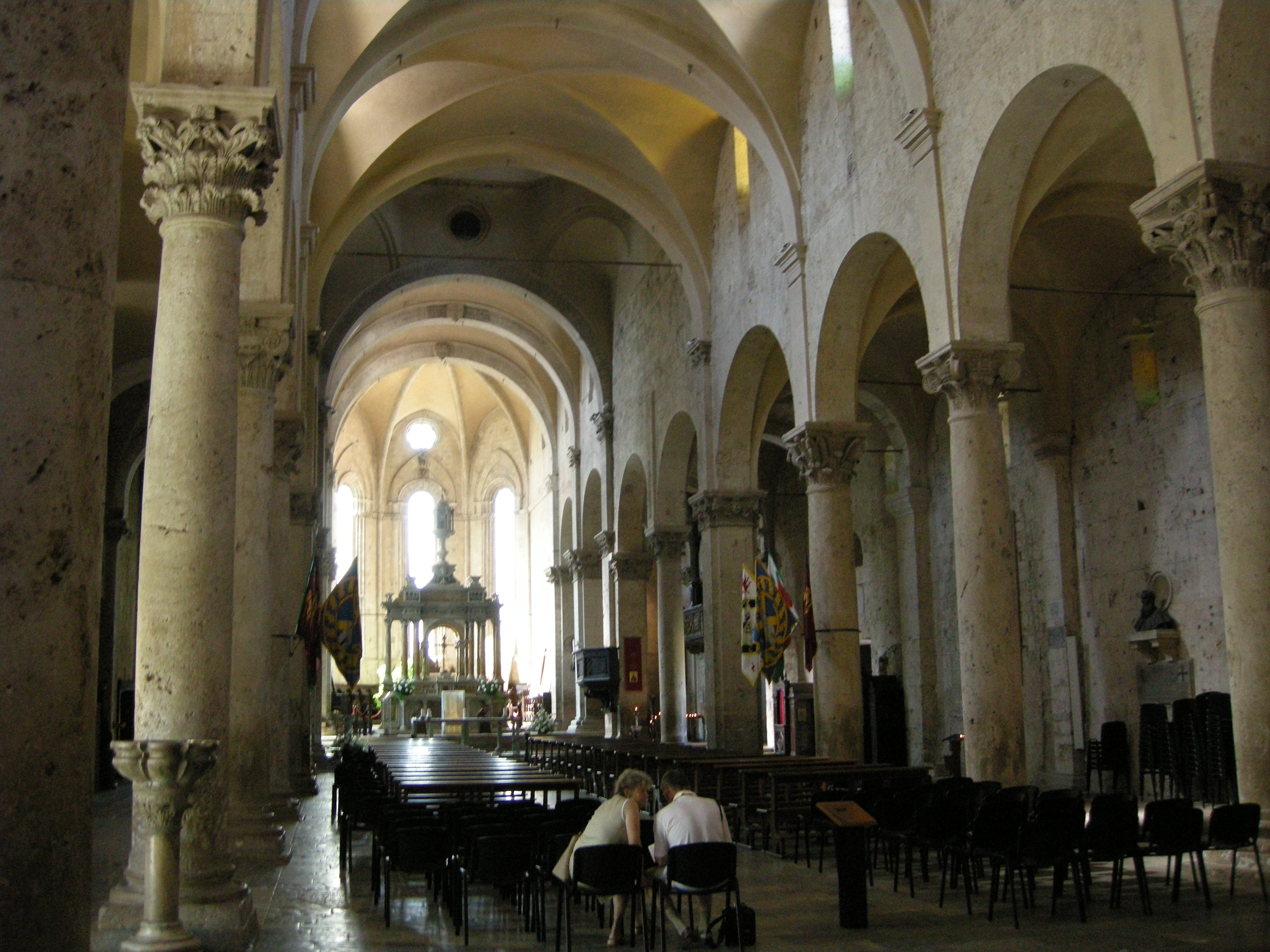
Blick durch das Mittelschiff zum Chor

Im Jahr 835 wurde der Bischofssitz aus dem durch sarazenische Angriffe gefährdeten Populonia – und mit ihm die Gebeine des Cerbonius – nach Massa Marittima verlegt. Möglicherweise wurde daher bereits im 9. Jahrhundert eine Bischofskirche errichtet, was aber nicht archäologisch nachgewiesen ist. Reste einer nachfolgenden Kirche, aus dem 11. Jahrhundert, hingegen sind vereinzelt erhalten. Diese Kirche wurde im 13. Jahrhundert neu errichtet. Zunächst, von 1228 bis 1267, wurde der vordere Teil des Langhauses und der untere Teil der Fassade errichtet. In einer zweiten Bauphase, von 1287 bis 1304, folgten die übrigen Bauteile, auch der mittlere Teil der Fassade mit dem Giebel. Erst im 17. Jahrhundert wurden die Gewölbe eingezogen, bis dahin war der Dachstuhl offen. Die Kunstwerke der Inneneinrichtung sind Arbeiten verschiedener Jahrhunderte, vom 11. bis zum 15. Jahrhundert. Der Campanile wurde in der zweiten Bauphase angelegt, allerdings in Großteilen 1928 wegen Baufälligkeit neu errichtet. In diesem Jahr wurde auch die Fassade nochmals leicht verändert. 1975 wurde die Kirche durch Papst Paul VI. zur Basilica minor erhoben.

## Fassade

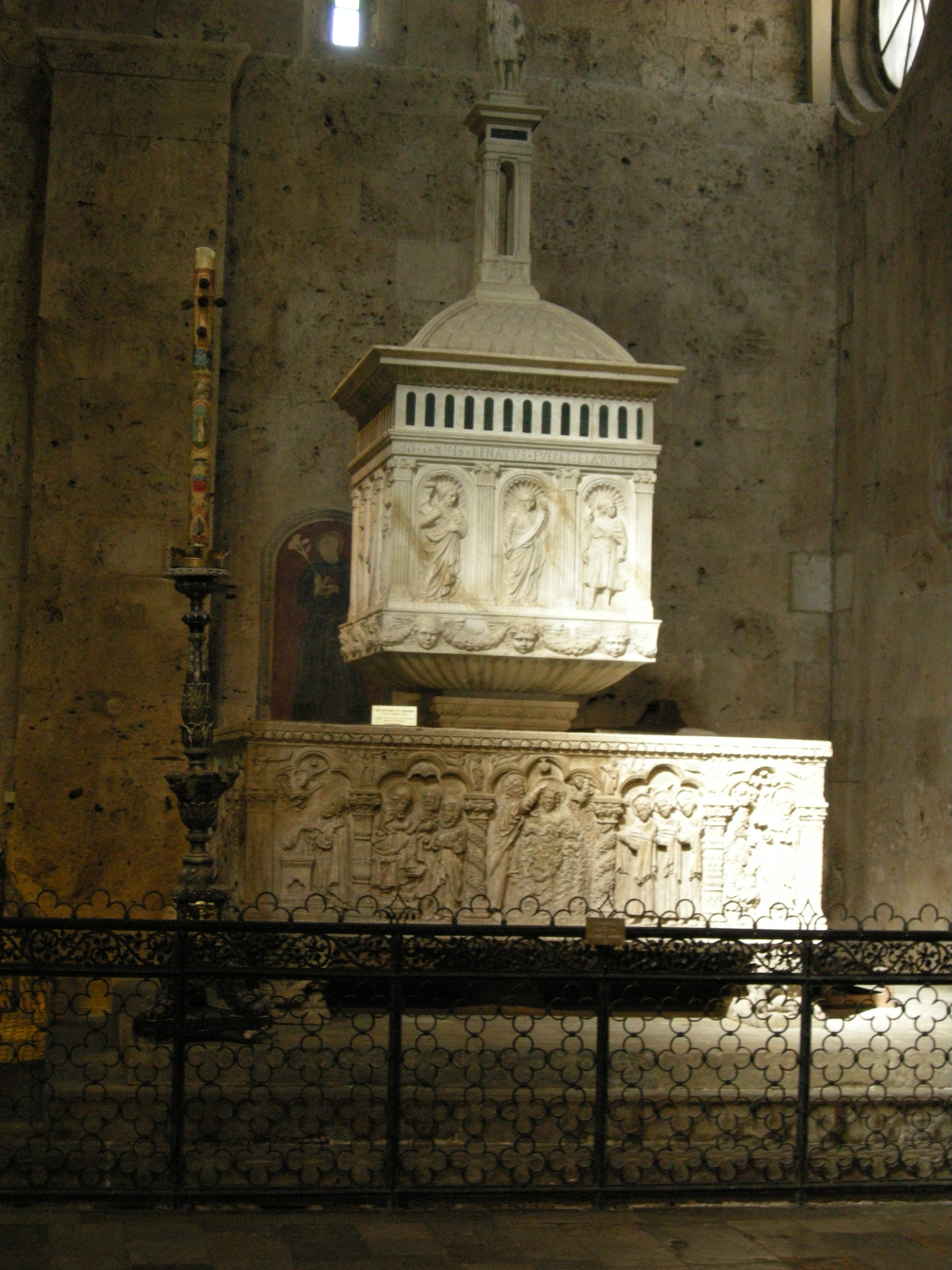
Das Taufbecken mit dem Tabernakel

Die Fassade ist zweigeschossig mit durchgestaltetem Giebel angelegt. Der untere Teil aus der ersten Bauphase ist siebenachsig ausgeführt, die Achsen werden mit Blendbogenarkaden gegliedert. Die beiden äußeren Bögen und der mittlere, etwas erhöhte, Bogen enthalten Rundfenster, die jeweils beiden inneren verzierte Rhomben, wobei die Gestaltung hier, wie auch in anderen Teilen der Fassade, etwas asymmetrisch ist. Die Kapitelle der die Arkadenbögen trennenden Säulen wie auch die der Eckpilaster folgen verschiedenen Variationen der Korinthischen Ordnung, eine weitere Asymmetrie ist an den Eckpilastern aufgrund deren unterschiedlicher Kapitellhöhe erkennbar. Die Gestaltung dieses Teils folgt Vorbildern der pisaner Spätromanik. Reste des Baus aus dem 11. Jahrhundert werden in den Türpfosten des Hauptportals gesehen. Von kunstgeschichtlicher Bedeutung sind die im Türsturz eingelassenen Reliefs, es handelt sich um etwa 1250 gearbeitete Darstellungen verschiedener Szenen aus dem Leben des Kirchenpatrons. Der obere Teil der Fassade mit den loggiaähnlich gearbeiten schlanken Säulen vor dem großen Rundfenster – dessen Verglasung von innen erkennbar ist – und der Zwerggalerie des Giebels stammt aus der zweiten Bauphase um 1300, erste Einflüsse der Gotik sind bereits erkennbar. Teilweise sind die Säulenbasen durch Darstellungen von Evangelistensymbolen ersetzt, die mittlere Säule der Giebelgalerie wird von einem Knienden getragen. Die Arbeiten werden dem Umkreis des Giovanni Pisano zugeschrieben. Abgeschlossen wird die Fassade von drei aufsitzenden Fialen. Diese entstanden erst im Zuge der umfassenden Restaurierung des Campanile 1928. Trotz der verschiedenen Asymmetrien und der unterschiedlichen Stile gilt die Fassade dennoch als „majestätisch“.

## Inneres und Ausstattung
Die Kirche wurde über einem lateinischen Kreuz als Grundstruktur und basilikal errichtet, sie verfügt dementsprechend über drei Kirchenschiffe mit erhöhtem Mittelschiff. Die Vierung ist oktogonal überkuppelt. Die ersten sieben Joche entstammen noch der ersten Bauphase bis 1267, hier werden die Arkadenbögen von Säulen, ebenfalls mit Kapitellen verschiedener Abwandlungen der Korinthischen Ordnung, getragen. Die Vierung und der Chor aus der zweiten Bauphase hingegen werden von Pfeilern gestützt, lediglich im Bereich der Vierung wechselt eine Säule in der Pfeilerfolge. Die nachträglich eingezogenen Kreuzgewölbe verfälschen den ursprünglichen Raumeindruck. Der Chor läuft polygonal aus, eine Besonderheit in der toskanischen Kirchenbaukunst ist hier die gotische Umfassung der Fenstergewände und Dienste mit Wirteln.

### Kunstwerke

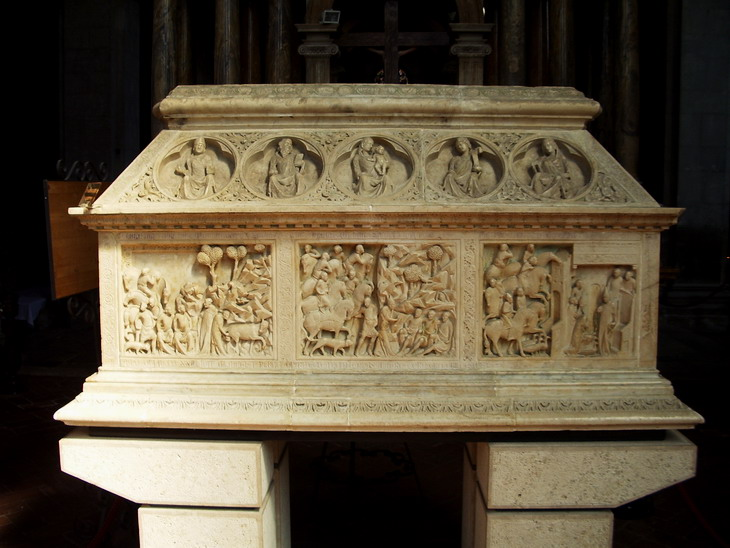
Der Sarkophag des Cerbonius in der Krypta

Auf der Innenseite der Portalwand befinden sich verschiedene Reliefs. Es handelt sich um Darstellungen Thronender Christus, Kindermord in Bethlehem und andere. Es kann sich dabei um Überreste einer Kanzel des Vorgängerbaus aus dem 11. Jahrhundert handeln.
Ebenfalls nun von der Innenseite der Portalwand zu erkennen ist das große Rundfenster der Fassade. Es enthält Glasgemälde mit Szenen aus dem Leben des Kirchenpatrons. Es handelt sich um Arbeiten von Girolamo da Pietra Santa aus dem 14. Jahrhundert.
Im rechten Seitenschiff befindet sich ein Baptisterium, darin ein aus Travertin gehauenes großes Taufbecken. Die reich mit Reliefs verzierte Arbeit stammt aus dem Jahr 1267 von Giroldo da Arogno, auch Giroldo da Lugano bzw. Giroldo di Como genannt. Das darüber aufgesetzte Tabernakel wurde 1447 geschaffen.
Im linken Querschiff befindet sich die Cappella della Madonna. Sie enthält ein Madonnenbild aus dem Umkreis Duccios von 1316.

### Krypta
Die Krypta enthält einen Sarkophag mit den Überresten des hl. Cerbonius, dieser ist als Arca di San Cerbone bekannt. Der Sarkophag wurde von Goro di Gregorio, einem aus Siena stammenden Bildhauer im Jahr 1324 geschaffen. Er enthält acht Reliefdarstellungen aus dem Leben des Cerbonius auf dem Kasten sowie in den Rundmedaillons des Deckels Darstellungen von Heiligen und Propheten. Der Raum selbst enthält noch elf Statuetten aus Marmor, möglicherweise im Zusammenhang mit dem Sarkophag aus der Schule des Gregorio stammend.